# Федотов, Владимир Иванович
Влади́мир Ива́нович Федо́тов (30 ноября 1924, в селе Головцево Сызранского уезда Симбирской губернии — 18 февраля 2011, в Северске Томской области) — Герой Социалистического Труда (1966), работник атомной промышленности.

## Биография
Родился в старинном русском селе Головцево (близ тогдашнего уездного города Сызрань ныне Самарской области) в крестьянской семье. Русский. В возрасте 15 лет (в 1939 году) закончил 7 классов неполной средней школы и начал работать в колхозе.
К началу Великой Отечественной войны Владимиру исполнилось 17 лет. В 1941 поступил в железнодорожную школу-училище Сызрани, а после окончания, в феврале 1942, в составе военизированного формирования железнодорожного отдела, был направлен на станцию Безымянка Куйбышевской дороги (Куйбышевская область РСФСР) для участия в строительстве военного авиационного завода. Работал на Куйбышевском авиазаводе слесарем-сборщиком 5-го разряда на сборке моторов для штурмовиков Ил-2, к концу войны работал уже в службе главного механика предприятия.
С началом формирования в СССР отечественного Атомного проекта в 1948 был направлен на работу на засекреченное тогда военное предприятие в город Челябинск-40 (ныне Озёрск). С февраля 1949 работал на Комбинате № 817 (ныне известное как Производственное объединение «Маяк») слесарем высшего, 6-го разряда. Вёл с коллегами пусконаладочные работы по монтажу и отладке оборудования. Затем здесь же в 1950 возглавил бригаду по ремонту оборудования С. Г. М. В июле 1955 года, как опытный специалист атомного ведомства, был направлен в Томск на секретное производственное объединение «Пятый почтовый ящик» (ныне СХК). Занимался наладкой, обкаткой и ремонтом оборудования первого реактора, затем на возглавлял бригады высококвалифицированных рабочих — слесарей, сварщиков, крановщиков, компрессорщиков различных заводов и подразделений комбината СХК (объекты № 1, 15, 25, ТЭЦ). Бригадой Федотова был предложен и применён метод по заблаговременной подготовке наиболее трудоёмких в ремонте и быстро изнашивающихся узлов оборудования. Узлы размещались в производственных помещениях, где должен был производиться ремонт, и только после этого подавалась заявка на остановку оборудования. Это позволило сократить время продолжительности среднего ремонта насосов почти наполовину и значительно уменьшить трудозатраты.
В 1968 после курсовой подготовки переведён мастером (механиком цеха) по ремонту оборудования — до выхода на пенсию в 2002. …В этот период он сам и члены его бригады успешно занимались рационализаторской работой. Владимир Иванович был наставником молодежи, много внимания уделял организации спорта в городе. Сам был хорошим спортсменом..
Активно занимался общественной работой и участвовал в местном госуправлении: избирался депутатом Северского городского Совета депутатов 3-х созывов; был председателем Совета наставников Сибирского химического комбината. Заслуженный работник Сибхимкомбината. Почётный гражданин города Томск-7 (ныне ЗАТО Северск) — это звание присвоено решением горисполкома Томска-7 № 283 от 19 июля 1979. Был членом ВКП(б)/КПСС.
Умер на 87-м году жизни в феврале 2011 года. Похоронен на Аллее Славы Сосновского кладбища ЗАТО Северск.

## Награды
- Медаль «Серп и Молот» Героя Социалистического Труда (1966).
- 2 ордена Ленина (1962, 1966).
- орден Почёта (1995)
- Медаль «За доблестный труд в Великой Отечественной войне 1941—1945 гг.»